# 徐斌揚
徐斌揚（1932年1月11日—），筆名冰洋，中華民國空軍退伍軍人，臺灣編劇家、電視劇企劃及製作人。

## 生平
浙江省諸暨市人，畢業於空軍機械學校軍官班、空軍指揮參謀大學、空軍聯隊主任退伍。
退伍後從事電視劇編劇，歷任《旅館雜誌》社長、臺灣電視公司企劃組副組長、上品國際傳播公司董事長。
榮獲國軍新文藝金像獎，第18屆金鐘獎電視金鐘獎製作獎，讀者文摘、中央月刊、中華日報之徵文獎。因其對社會教育著有貢獻，獲中華民國教育部頒授社會教育獎章。

## 作品
劇本
- 台視《唐太宗李世民》
- 中視《天師鍾馗──李鳳姐》
- 中視《天師鍾馗──楊貴妃》
- 《烏龍行大運》
- 中視《一代皇后大玉兒》

小說
- 《徐斌揚短篇小說集》

編劇
- 1978年《舊夢不須記》
- 1980年《暖暖冬陽》
- 1981年《溫拿五虎》[2]

製作
- 1982年台視《巴黎機場》 獲得第18屆金鐘獎電視金鐘獎製作獎。

## 榮譽
- 國軍新文藝金像獎
- 第18屆金鐘獎電視金鐘獎製作獎[3]
- 教育部社會教育獎章
- 讀者文摘、中央月刊、中華日報之徵文獎